# Brian Komen
Brian Komen (né le 10 août 1998) est un athlète kényan, spécialiste des courses de demi-fond.

## Biographie
En mars 2024, il remporte la médaille d'or du 1 500 m lors des Jeux africains d'Accra au Ghana. 
Au mois de juin, il devient champion d'Afrique sur la même distance.

## Palmarès
| Date | Compétition            | Lieu   | Résultat | Épreuve | Temps         |
| ---- | ---------------------- | ------ | -------- | ------- | ------------- |
| 2024 | Jeux africains         | Accra  | 1er      | 1 500 m | 3 min 39 s 19 |
| 2024 | Championnats d'Afrique | Douala | 1er      | 1 500 m | 3 min 33 s 95 |
| 2024 | Jeux olympiques        | Paris  | 12e      | 1 500 m | 3 min 35 s 59 |

## Records
| Épreuve | Marque        | Lieu   | Date            |
| ------- | ------------- | ------ | --------------- |
| 1 500 m | 3 min 28 s 80 | Monaco | 12 juillet 2024 |